# Antarctotetilla
Genre
Antarctotetilla est un genre d'éponges marines de la famille des Tetillidae.

## Répartition
Toutes les espèces de ce genre se rencontrent exclusivement dans les eaux de l'Antarctique et du Subantarctique.

## Liste d'espèces
Selon World Register of Marine Species (26 novembre 2024) :
- Antarctotetilla coactifera (Lendenfeld, 1907)
- Antarctotetilla grandis (Sollas, 1886)
- Antarctotetilla leptoderma (Sollas, 1886)
- Antarctotetilla pilosa Carella & Uriz, 2018
- Antarctotetilla sagitta (Lendenfeld, 1907)

## Taxonomie
Le genre Antarctotetilla est décrit en 2016 par Mirco Carella (d), Gemma Agell (d), Paco Cárdenas (d) et Uriz (d),.
L'espèce type est Antarctotetilla leptoderma (Sollas, 1886), originellement décrite sous le protonyme Tetilla leptoderma.

### Étymologie
Bien que l'étymologie du nom générique Antarctotetilla ne soit pas expressément mentionnée dans la publication originale, il s'agit de la combinaison de Antarcto, en référence à la zone de l'océan Atlantique sud proche de l'Antarctique dont sont originaires une partie de ces espèces, et de tetilla en référence à la famille des Tetillidae.

### Publication originale
- (en) Mirco Carella, Gemma Agell, Paco Cárdenas et Maria J. Uriz, « Phylogenetic Reassessment of Antarctic Tetillidae (Demospongiae, Tetractinellida) Reveals New Genera and Genetic Similarity among Morphologically Distinct Species », PLOS One, PLoS, vol. 11, no 8,‎ 2016, e0160718 (ISSN 1932-6203, OCLC 228234657, PMID 27557130, PMCID 4996456, DOI 10.1371/JOURNAL.PONE.0160718, lire en ligne).